# Parti socialiste japonais
Le Parti socialiste japonais (PSJ) (日本社会党, Nihon Shakaitō) est un parti politique japonais, qui a constitué la principale formation politique d'opposition au Parti libéral démocrate (PLD).
La majorité du PSJ a rejoint notamment des dissidents du Nouveau parti pionnier (ou Nouveau parti Sakigake, NPS) et avant cela du PLD pour constituer, en 1996, le Parti démocrate du Japon (PDJ), tandis qu'une minorité a maintenu une orientation socialiste au sein du Parti social-démocrate (PSD).

## Histoire

### Scission de 1951 et réunification
En 1951, le parti se scinde entre le Parti socialiste de droite (右派社会党, Uha shakaitō) et le Parti socialiste de gauche (左派社会党, Saha shakaitō). Inejirō Asanuma, alors secrétaire général, est maintenu à ce poste au sein de l'aile droite. Un congrès aboutit à la réunification des deux branches en octobre 1955.

## Dirigeants
Lors de sa création en novembre 1945 Tetsu Katayama est secrétaire général. Il deviendra à la suite des élections législatives japonaises de 1947 , premier ministre. 
Du 13 octobre 1955 au 23 mars 1960, Inejirō Asanuma est secrétaire général. Il devient ensuite président du parti jusqu'à son assassinat le 12 octobre 1960

## Résultats électoraux

### Chambre des représentants
| Année                        | Voix       | %     | Place | Sièges    | Gouvernement                                                  |
| ---------------------------- | ---------- | ----- | ----- | --------- | ------------------------------------------------------------- |
| 1946                         | 9 924 930  | 17,90 | 3e    | 92 / 468  | Opposition                                                    |
| 1947                         | 7 176 882  | 26,23 | 2e    | 143 / 468 | Katayama (1947-1948), Ashida (1948)                           |
| 1949                         | 4 129 794  | 13,50 | 3e    | 48 / 466  | Opposition                                                    |
| Scission en deux (1951-1955) |            |       |       |           |                                                               |
| 1958                         | 13 093 993 | 32,94 | 2e    | 166 / 467 | Opposition                                                    |
| 1960                         | 10 887 134 | 27,56 | 2e    | 145 / 467 | Opposition                                                    |
| 1963                         | 11 906 766 | 29,03 | 2e    | 144 / 467 | Opposition                                                    |
| 1967                         | 12 826 104 | 27,88 | 2e    | 140 / 486 | Opposition                                                    |
| 1969                         | 10 074 101 | 21,44 | 2e    | 90 / 486  | Opposition                                                    |
| 1972                         | 11 478 742 | 21,90 | 2e    | 118 / 491 | Opposition                                                    |
| 1976                         | 11 713 009 | 20,69 | 2e    | 123 / 511 | Opposition                                                    |
| 1979                         | 10 643 450 | 19,71 | 2e    | 107 / 511 | Opposition                                                    |
| 1980                         | 11 400 748 | 19,31 | 2e    | 107 / 511 | Opposition                                                    |
| 1983                         | 11 065 083 | 19,49 | 2e    | 112 / 511 | Opposition                                                    |
| 1986                         | 10 412 584 | 17,23 | 2e    | 85 / 512  | Opposition                                                    |
| 1990                         | 16 025 472 | 24,39 | 2e    | 136 / 512 | Opposition                                                    |
| 1993                         | 9 687 589  | 15,43 | 2e    | 70 / 511  | Hosokawa (1993-1994), opposition (1994), Murayama (1994-1996) |

### Chambre des conseillers
| Année                        | Voix       | %     | Place | Sièges pourvus | Sièges totaux |
| ---------------------------- | ---------- | ----- | ----- | -------------- | ------------- |
| 1947                         | 3 479 814  | 16,36 | 2e    | 47 / 250       | 47 / 250      |
| 1950                         | 4 854 629  | 17,34 | 2e    | 36 / 132       | 61 / 250      |
| Scission en deux (1951-1955) |            |       |       |                |               |
| 1956                         | 8 549 940  | 29,89 | 2e    | 49 / 127       | 80 / 250      |
| 1959                         | 7 794 754  | 26,50 | 2e    | 38 / 127       | 85 / 250      |
| 1962                         | 8 666 910  | 24,24 | 2e    | 37 / 127       | 66 / 250      |
| 1965                         | 8 729 655  | 23,42 | 2e    | 36 / 127       | 73 / 251      |
| 1968                         | 8 542 199  | 19,83 | 2e    | 28 / 126       | 65 / 250      |
| 1971                         | 8 494 264  | 21,27 | 2e    | 39 / 125       | 66 / 251      |
| 1974                         | 7 990 457  | 15,18 | 2e    | 28 / 130       | 62 / 252      |
| 1977                         | 8 805 617  | 17,37 | 2e    | 27 / 126       | 56 / 252      |
| 1980                         | 7 341 828  | 13,12 | 2e    | 22 / 126       | 47 / 252      |
| 1983                         | 7 590 331  | 16,31 | 2e    | 22 / 126       | 44 / 252      |
| 1986                         | 9 869 088  | 17,21 | 2e    | 20 / 126       | 41 / 252      |
| 1989                         | 19 688 252 | 35,05 | 1er   | 46 / 126       | 66 / 252      |
| 1992                         | 7 147 140  | 15,75 | 2e    | 22 / 126       | 71 / 252      |
| 1995                         | 4 926 003  | 11,85 | 3e    | 16 / 126       | 37 / 252      |